# Johann Nicolaus Schwendler
Johann Nikolaus Schwendler (* 1709 in Erlau; † 1758 in Ostheim) war unter anderem ein Gelegenheitsschriftsteller.
Geboren in der Grafschaft Henneberg, wuchs Johann Nikolaus Schwendler als Jüngster von vier Kindern in Erlau bei Schleusingen auf. Das Geburtsjahr ist nicht bekannt, jedoch ist als Taufjahr das Jahr 1709 in den Taufregesten der St. Killians Kirche zu finden. 
Der Vater, Johann Adam Schwendler, verdingte sich seinen Lebensunterhalt als Meisterschmied. Nach dem frühen Tode des Vaters 1711 vermählte sich die Mutter Ursula Schwendler erneut. An die grundständige Ausbildung auf der Schule St. Killian sowie dem Hennebergischen Gymnasium anschließend, folgte am 25. Juni 1731 sein Studium der Rechtswissenschaften an der Universität Leipzig und der Beitritt zur Bayerischen Nation. Die für diese Zeit doch recht späte Immatrikulation wirft einige Fragen zum vorangegangenen Lebenslauf Schwendlers auf. So versichert Wolfram Suchier in seiner Schrift über Schwendler aus dem Jahre 1957, dass Schwendler an keiner anderen kurfürstlich sächsischen Universität nachweisbar sei. Die Möglichkeit, dass Schwendler an einer auswärtigen Universität eingeschrieben war, scheint durch den kurfürstlichen Erlass von 1726, der Landeskindern gebot, die ersten zwei Jahre an einer kurfürstlich sächsischen Universität zu studieren, wenig plausibel. Schwendler schien mit seiner grundständigen Ausbildung aus nicht ersichtlichen Gründen erheblich langsamer vorangekommen zu sein. 
Im Jahre 1736 findet Nikolaus eine Anstellung als Hofmeister der Brüder Johann Karl und Johann Wilhelm Ebner von Eschenbach, mit denen er sich an der Universität Altdorf immatrikuliert. In seiner nächsten Station begegnet er uns als Informator des jungen Edelmannes Johann Friedrich Philipp Marschalk von Ostheim. Nach einiger Zeit der „Quellenabstinenz“ taucht Schwendler 1747 als Hofmeister des adligen Sprosses Sylvius Friedrich Ludwig Freiherr von Frankenberg auf. Beide immatrikulierten sich im gleichen Jahr an der Universität Marburg. 1748 verfasste Schwendler seinen „zuverlässigen Bericht von der gegenwärtigen Verfassung der Universität Marburg“. 
Bereits im Jahr 1749 wurden er und sein Schützling nach Halle geschickt. Wahrscheinlich war der bessere Ruf der juristischen Fakultät Halle ausschlaggebend für den Wechsel. Bis 1752 bleibt Schwendler in den Quellen verschwunden, bis er dann 1755 als Amtsmann in Trabesldorf bei Bamberg auftaucht. Der ritterschaftliche Ort war Besitz der Familie Marschalk von Osterlitz, deren Spross einer der Eleven Schwendlers war. 1754 wechselte Schwendler dann als Kommissionsrat nach Lichtenberg, wo er kurze Zeit später 1756 zum Hof- und geheimen Regierungsrat in Eisenach ernannt wurde. 1758 verstarb Schwendler in Ostheim mit nur 49 Jahren.